# Île Tambuzi
L'île Tambuzi (en portugais : Ilha Tambuzi) est une île du Mozambique située dans le canal du Mozambique. Il s'agit d'une des îles de l'archipel des Quirimbas.

## Géographie
L'île Tambuzi se trouve au nord du Mozambique, dans le canal du Mozambique. Elle est située à 17 km de la côte. 
L'île mesure 3,3 km de long (d'est en ouest) pour 200 à 600 m de large (du nord au sud). 
L'île est habitée. La majeure partie des habitations se trouve sur la pointe est de l'île, entre la mangrove et l'océan. 

## Histoire
En 1934, un phare maritime est installé à la pointe est de l'île. L'installation du phare de Tambuzi entraîne la suppression de la surtaxe de 10 shillings pour chaque tonne de marchandises entrant dans le port de Mocímboa da Praia. 

### Insurrection de Cabo Delgado
Début janvier 2024, l'île de Tambuzi est razziée par la branche mozambicaine de l'État islamique (EI), qui tue deux civils, s'empare de denrées alimentaires et enlève un enfant,,. Cette attaque entraîne le déplacement d'une partie de la population insulaire vers Mocímboa da Praia. 
Le 10 avril 2024, des membres de l'EI effectuent la prière de l'Aïd el-Fitr dans la partie habitée de l'île. Le 19 avril 2024, une photo de l'évènement est publiée en page 8 du 439e numéro d'Al-Naba (en), le webzine de l'EI. 